# Ветра, Марис
Ма́рис Ве́тра (латыш. Mariss Vētra, настоящее имя Мориц Блумберг латыш. Morics Blumbergs; 19 июля 1901, Тирзская волость — 24 декабря 1965, Торонто) — латвийский оперный певец (тенор).

## Биография
Изучал философию в Латвийском университете, а также в Берлине и Франкфурте-на-Майне. В 1918—1919 годах служил в латвийской армии (8-й Даугавпилсский пехотный полк). В 1921 году дебютировал в Лиепае как драматический актёр и солист созданной Арвидом Парупом оперной труппы. С 1922 года пользовался псевдонимом Марис Ветра. В том же 1922 году начал учиться вокалу в Латвийской консерватории и выступать на сцене Латвийской национальной оперы, в 1925 году по стипендии Латвийского культурного фонда стажировался в Италии.
В 1927—1940 годах солист Латвийской национальной оперы. Среди основных партий — заглавные в операх Рихарда Вагнера «Лоэнгрин» и «Тангейзер», основные теноровые партии в операх Джузеппе Верди и Джакомо Пуччини, а также в операх латвийских композиторов. В 1929 году совершил гастрольную поездку по Германии, Австрии и Чехословакии.
В годы войны помогал семье оперного дирижера Арвида Янсона и его жене Ираиде, которая была еврейкой, как и жена самого Мариса Ветры.  Поэтому Янсоны назвали своего родившегося 14 января 1943 года сына в честь друга. 
В 1944 году принял участие в премьере оратории Люции Гаруты «Господь, Твоя земля в огне!». В том же году покинул Латвию, жил в Швеции, с 1946 года — в Канаде. Пел в оперном театре Галифакса, участвовал в работе латышских эмигрантских организаций. В 1953 году перебрался в Торонто, где открыл собственную студию обучения вокалу. Начиная с 1954 года опубликовал несколько мемуарных книг.